# Piscina de Mamila

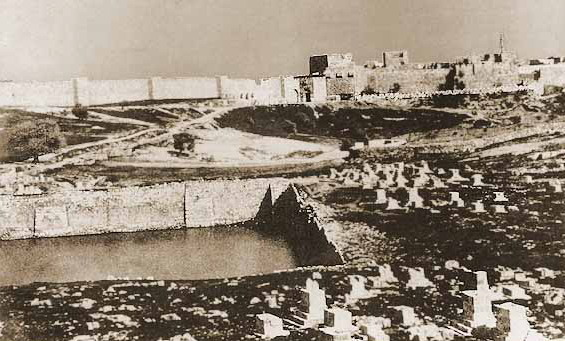
Piscina de Mamila en 1854

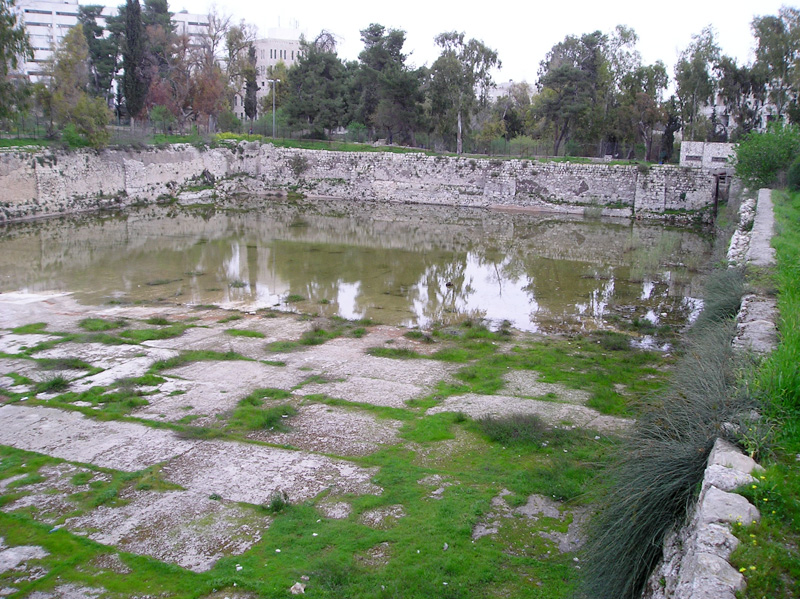
Piscina de Mamilla en el 2005

La Piscina de Mamila o Estanque de Mamila es uno de los varios depósitos de agua antiguos, que abastecían de agua a los habitantes de la Jerusalén. Se encuentra fuera de las murallas de la Ciudad Vieja a unos 659 metros noroeste de la Puerta de Jaffa en el centro del Cementerio de Mamila . Tiene  capacidad para 30.000 metros cúbicos y está conectada por un canal subterráneo al Estanque de Ezequías en el Barrio Cristiano de la Ciudad Vieja. Se creía que recibía agua de la más alta de las Piscinas de Salomón, a través del Acueducto Superior. Sin embargo, en las excavaciones del 2010 se descubrió el segmento final del acueducto en una elevación mucho más baja, cerca de la Puerta de Jaffa, por lo que no es posible que dicho acueducto alimentara a la piscina.

## Etimología
Existen varias teorías sobre el origen del nombre Mamila. Según John Gray, es posible que sea una corrupción de la palabra hebrea para "relleno" (memale). Otros postulan que pudo haber sido nombrada por un patrocinador, Mamila o Maximila, o por una iglesia que estuba cerca de la piscina, dedicada a un santo llamado Mamila o Babila.

## Historia
Se desconoce la fecha original de la construcción de la piscina.

### Período romano
Durante el gobierno de Herodes el Grande (37 al 4 a. C.), se realizaron mejoras al sistema de suministro de agua de Jerusalén. Dos nuevos estanques construidos durante su reinado, el Estanque de las Torres y el Estanque de la Serpiente. Se creía que se alimentaban del Estanque de Mamila a través de acueductos. Itzik Schwiki atribuye a Herodes la construcción de la Piscina de Mamila. Estudios más recientes lo ponen en duda y afirman que la piscina fue construida siglos más tarde, durante el período bizantino.

### Período bizantino
Según reportes, tras la captura de Jerusalén en el año 614, por los persas sasánidas de manos de los bizantinos, un gran número de cristianos fueron masacrados por judíos en el estanque.

### Período cruzado
Durante el período cruzado, en el siglo XII, el Estanque de Mamila era conocido como el Lago del Patriarca, mientras que el Estanque de Ezequías dentro de las murallas de la ciudad (alimentado por el Estanque de Mamila) era como la Piscina del Baño del Patriarca.

### sigloXIX
En el siglo XIX, Horatio Balch Hackett describió la piscina: 
 A una distancia de varios cientos de yardas llegamos a otro estanque, Birket el-Mamilla, que generalmente se supone que es el Guijón Superior de las Escrituras (Isaías 36, 2). Este embalse aún se usa y el nueve de abril contenía tres pies de agua o más. Tiene unos noventa metros de largo, doscientos de ancho y seis de profundidad. Tiene escalones en dos de las esquinas, que permiten a las personas no solo descender y buscar agua, sino también llevar a los animales a beber. Es costumbre, también, bañarse aquí. 

### sigloXX
Después de la Guerra árabe-israelí de 1948, el municipio de Jerusalén intentó temporalmente conectar la piscina al suministro de agua de Jerusalén y la cubrió con cemento.

## Dimensiones
Las dimensiones de la piscina registradas por Edward Robinson a mediados del siglo XIX: 18 pies (5,5 m) de profundidad, 316 pies (96,3 m) de largo, 200 pies (61,0 m) de ancho en su extremo occidental y 218 pies (66,4 m)  en su extremo oriental. En 2008, las dimensiones son de 291 pies (88,7 m)  x 192 pies (58,5 m)  x 19 pies (5,8 m).

## Ecosistema
Con las primeras lluvias, la piscina alberga un ecosistema de cangrejos, ranas e insectos. Durante la primavera, se convierte en un refugio para las aves migratorias.
En 1997, se descubrió en la piscina una especie de rana arborícola previamente desconocida. Los investigadores llamaron a su hallazgo Hyla heinzsteinitzi, en honor a Heinz Steinitz, un biólogo marino israelí fallecido. A partir del 2007, se supone que la especie está extinta.